# Takaši Kawaniši
Takaši Kawaniši byl japonský fotbalista.

## Reprezentační kariéra
Takaši Kawaniši odehrál za japonský národní tým v roce 1934 celkem 3 reprezentační utkání. S japonskou reprezentací se zúčastnil Her Dálného východu 1934.

## Statistiky
| Japonsko | Japonsko | Japonsko |
| Roky     | Záp.     | Góly     |
| -------- | -------- | -------- |
| 1934     | 3        | 0        |
| Celkem   | 3        | 0        |